# Magi-Nation
A Magi-Nation kanadai–dél-koreai televíziós 2D-s számítógépes animációs sorozat, amely a Magi-Nation Duel nevű kártyajáték alapján készült. Kanadában a CBC Television vetítette, Amerikában a Kids' WB! sugározta, Magyarországon pedig a Jetix Disney Channel és a Megamax adta.

## Cselekmény
Tony Jones egy különleges földi tizenéves, aki egy váratlan véletlen folytán, a 3000 évvel ezelőtti misztikus Magi-k világban találja magát. A Magi-k Moonland-ben élnek.
Ebben a világban Tony összebarátkozik két varázslóval, akik roppant ügyesek a hősképző-edzéseken. Tony csatlakozik küldetésükhöz, amelyben meg akarják állítani a gonosz Árnyékot, hogy átvegye az irányítást Magi világa felett.
Mindegyik varázslónak saját álombéli teremtménye van, akik Dreamstone-ban (Álomkőben) élnek. Ezek a teremtmények igazán sok segítséget tudnak baj esetén nyújtani.
Az álombéli teremtményekkel és az új barátokkal összefogva lehetséges csak a gonosz legyőzése, melyhez össze kell gyűjteniük a Dreamstonet, ami aztán segíthet nekik Moonland megmentésében.
Izgalmas kalandjaik során, felfedeznek néhány titkot saját magukkal kapcsolatban is!

## Szereplők
- Tony Jones – Különleges földi tizenéves, aki egy váratlan véletlen folytán, a 3000 évvel ezelőtti, és misztikus Magi-k világban találja magát. A Magi-k Moonland-ben laknak, álomlénye: Furok, aki egy oroszlán és egy medve keverékére hasonlít. eredeti hangja: Lyon Smith, magyar hangja: Markovics Tamás
- Starg – Okos árnyékvadász fiú. Álomlénye: Freep, aki egy teknősre hasonlít. eredeti hangja: Dan Green, magyar hangja: Moser Károly
- Edyn – Naiv és kíváncsi lány, aki a Naroon erdőben élt Orwinnal és minden létező könyvet Moonlend-ben elolvasott. Álomlénye: Ugger, aki egy rinocéroszra hasonlít. eredeti hangja: Martha MacIsaac, magyar hangja: Vágó Bernadett

## Magyar hangok
- Markovics Tamás – Tony Jones
- Moser Károly – Starg
- Vágó Bernadett – Edyn
- Uri István – ?
- Papucsek Vilmos – ?
- Bácskai János – ?
- Katona Zoltán – ?
- Bodrogi Attila – ?
- Joó Gábor – ?

## Epizódok

### 1. évad
1. A végső álmodó (Final Dreamer)
2. Visszatérés a Vash Naroom-ba (Return to Vash Naroom)
3. Kybar fogai (Kybar's Teeth)
4. Tűz és Jég (Fire and Ice)
5. Üszög (Blight)
6. Ellenség a sivatagban (Enemy in the Sands)
7. Első gejzír (First Geyser)
8. Arénaeste (Arena Night)
9. Az árnyék amit ismersz (The Shadow Son Know)
10. Felhőtakaró (Could Cover)
11. A bátorság mélysége (The Depths of Cowage)
12. Dühös állás (Fiery Betsayal)
13. Agram szeme (The Eyes of Agram)
14. A becses Haz-Mai (The Precious Haz-Mai)
15. A mének könyvek (Forum of the Elders)
16. Álruhás varázsló (Magi undercover)
17. A fagyott erőd (Frozen Fortness)
18. A titkos kamra (The Secret Chamber)
19. Vigyázatfosztogató (Beware the realm raiders)
20. Itt a föld, Tony jelentkezz! (Earth to Tony!)
21. A gyűjtő (The Preserver)
22. Szép új birodalom (Brave New Realm))
23. Utazás az álomsírra (Voyage to the Dream Plane)
24. A végső álomvég (The Ultimate Dream Creatre)
25. Holdföld e végezet (Fat of the Moonlands)
26. A végső összegzés (Day of Desting)

### 2. évad
1. A végső Hyren (The Final Hyren)
2. A dicsőség lángjai (Flames of Glory)
3. Átlátni a homokon (To See Through Sand)
4. A vihar szeme (Eye of the Strom)
5. A sötétség belsejében (Inside the Dark Heart)
6. Vadászat a vadászra (Hunt for the Hunter)
7. Csúcsteljesítmény (Peak Performance)
8. Feneketlen igazság (The Alysmal Truth)
9. Köszöntlek itthon, Strag 1. rész (Welcome Home, Strag – Part1)
10. Köszöntlek itthon, Strag 2. rész (Welcome Home, Strag – Part2)
11. Éjjeli lények (Night Crawlers)
12. Gorat árnya (Gorat's Shadow)
13. Vissza a magba (Back to the Core)
14. Dzsungel bonyodalom (Tangee in the Jungle)
15. A kártyák felfedése Vash Naroom-ban (Showdown in Vash Naroom)
16. Középkori magi (Medieval Magi)
17. A relictria mester sírja (Tomb of the Relic Forger)
18. Az ezerarcú Hyren (Hyren of a Thousand Faces)
19. A birodalom fosztogatóinak átka (Curse of the Realm Raiders)
20. Harag jé (Grudge Match)
21. Félelem gépel e (Fear the Gear)
22. Világítás, kamerák, magi! (Lights, Camrea, Magi!)
23. Becsület (Realms Hunor)
24. A földalatti ország fia (Son of the Underneath)
25. Elveszett szövetség (Allegiance Lost)
26. Az álmodók utolsó próbája (Dreamers Last Stand)